# SINTEG
Das Forschungsprogramm Schaufenster intelligente Energie - Digitale Agenda für die Energiewende (SINTEG) war ein aufgrund Beschlusses des deutschen Bundestags umgesetztes Förderprogramm des Bundesministerium für Wirtschaft und Energie, das von 2017 bis 2020 durchgeführt wurde. Das Programm adressierte die Herausforderung, die überregionalen Stromnetze auf die Anforderungen volatiler Stromerzeugung, die mit einem hohen Anteil erneuerbarer Energien einhergeht, vorzubereiten. Ziel war die Erforschung und Demonstration der Technologien, Marktmodelle wie auch der rechtlichen Rahmenbedingungen. Da die erneuerbaren Energien im Rahmen des Energiekonzept 2050 der deutschen Bundesregierung bis ins Jahr 2050 einen Großteil der Stromproduktion Deutschlands leisten sollen, wird die Ertüchtigung der Stromnetze und die Umwandlung zu intelligenten Stromnetzen durch den Einsatz intelligenter Zähl-, Übertragungs- und Speichertechnologien erprobt. Auch die Sektorenkopplung durch die Anbindung von Verkehr, Elektromobilität, und Wärmeerzeugung bzw. Speicherung wird innerhalb der Schaufenster erprobt. Die fünf Projekte des Förderprogramms erstreckten sich, mit der Ausnahme einiger Gebiete in Niedersachsen, auf ganz Deutschland. Die Projekte wurden von  Konsortien mit rund 60 Mitgliedern aus Energieversorgern, Industrie, Forschungseinrichtungen und zivilgesellschaftlichen Akteuren auch unter eigenem Kapitaleinsatz durchgeführt.
Das Fördervolumen des Programms SINTEG betrug insgesamt 200 Millionen Euro. Das Gesamtprojektvolumen, einschließlich der Beiträge der beteiligten Unternehmen, Forschungseinrichtungen und zivilgesellschaftlicher Akteure betrug 500 Millionen Euro. Projektträger und dadurch mit der Verwaltung und Kontrolle der Projekte betraut, war der Projektträger Jülich.  Mit dem Fördervolumen, der großen Akteursinvolvierung und der Entwicklungstiefe war SINTEG das bedeutendste Smart Grid-Programm in Deutschland und das Größte innerhalb der Europäischen Union und Europas, wie auch eines der größten Smart Grid-Programme weltweit.

## Zielsetzung
Ziel des Programms ist die Erforschung folgender Schlüsselaspekte:
- Sicherer und effizienter Netzbetrieb bei hohen Anteilen erneuerbarer Energien
- Nutzung von Effizienz- und Flexibilitätspotenzialen (markt- und netzseitig)
- Effizientes und sicheres Zusammenspiel aller Akteure im intelligenten Energienetz
- Effizientere Nutzung der vorhandenen Netzstruktur
- Reduktion von Netzausbaubedarf auf Verteilnetzebene

Ziel des Programms ist nicht nur die theoretische Konzeption, sondern auch die Demonstration in konkreten Pilotversuchen, die Erprobung unter Real- und Marktbedingungen, sowie die Evaluierung der passenden Marktmodelle und der notwendigen Anpassung der rechtlichen und organisatorischen Rahmenbedingungen.

## SINTEG-Verordnung
Da der Stromversorgungssektor sehr stark reguliert ist, profitieren die SINTEG-Projekte von der sogenannten SINTEG-Verordnung der deutschen Bundesregierung. Diese ermöglicht den teilnehmenden Unternehmen, die durch die Projektteilnahme und die Erprobung neuer Technologien und Marktmodelle entstehenden wirtschaftlichen Nachteile im Rahmen der aktuell gültigen Gesetzgebung zu kompensieren. Um die Möglichkeiten der Kompensation nutzen zu können, sind die Projektbeteiligten verpflichtet, eine detaillierte Dokumentation zu erstellen. Die SINTEG-Verordnung tritt am 30. Juni 2022, also 1,5 Jahre nach Projektende der fünf Schaufensterprojekte, außer Kraft.

## SINTEG-Projekte
Fünf Großprojekte sind im Rahmen von SINTEG gestartet. Diese werden jeweils als Verbundprojekte eines Konsortiums von Partnern aus Energieversorgern, Stromnetzbetreibern, Industrie, Forschungseinrichtungen, und zivilgesellschaftlichen Akteuren durchgeführt. Dies sind:
- „C/sells: Großflächiges Schaufenster im Solarbogen Süddeutschland“: Ein in Baden-Württemberg, Bayern und Hessen aktives Projekt mit den Schwerpunkten dezentraler Energieerzeugung und Photovoltaik[7], mit einer Reichweite von ca. 30 Millionen Personen, ist es das SINTEG-Schaufenster, welches den größten Teil der deutschen Haushalte erfasst.[8]
- „Designetz: Baukasten Energiewende - Von Einzellösungen zum effizienten System der Zukunft“: Das Projekt ist in Nordrhein-Westfalen, Rheinland-Pfalz und dem Saarland aktiv. Es demonstriert, wie in einer hierarchischen Netzstruktur übergeordnete Ebenen die Flexibilität untergeordneter Netzebenen anfordern.[1]
- „enera: Der nächste große Schritt der Energiewende“: In Niedersachsen wird der Wandel von einem statischen, hierarchischen, hin zu einem dynamischen dezentralern System, basierend auf Windkraft erprobt.[1]
- „NEW 4.0: Norddeutsche EnergieWende“: Das norddeutsche Schaufenster verbindet Hamburg als Verbrauchsschwerpunkt und Schleswig-Holstein als Erzeugungsregion für Windenergie zu einer Modellregion. Rund 60 Partner legen gemeinsam den Entwicklungspfad, um die Gesamtregion bis 2035 zu 100 % mit Strom aus erneuerbaren Energien zu versorgen.[9]
- „WindNODE: Das Schaufenster für intelligente Energie aus dem Nordosten Deutschlands“: WindNODE ist in Berlin, Brandenburg, Mecklenburg-Vorpommern, Sachsen, Sachsen-Anhalt und Thüringen aktiv. Ziel ist das effiziente Zusammenspiel von erneuerbaren Erzeugungskapazitäten, Stromnetzen und Energienutzern auf Basis einer digitalen Vernetzung.[1]